# Zakiganj
Zakiganj (en bengali : জকিগঞ্জ) est une upazila du Bangladesh dans le district de Sylhet. En 1991, on y dénombrait 174 038 habitants.